# Acmaeoderella flavofasciata
Acmaeoderella flavofasciata là một loài bọ đá quý thuộc họ Buprestidae, phân họ Polycestinae.
Loài bọ này có mặt ở khắp châu Âu, phía đông miền Cổ bắc và Bắc Phi.
Con trưởng thành dài 6,5–11,0 milimét (0,26–0,43 in). Đầu và pronotum nhăn nheo và có lông.
Tổ của chúng là các cây thuộc chi Acer, Castanea, Fagus, Juniperus, Populus, Prunus, Pyrus, Quercus và Ulmus.

## Hình ảnh

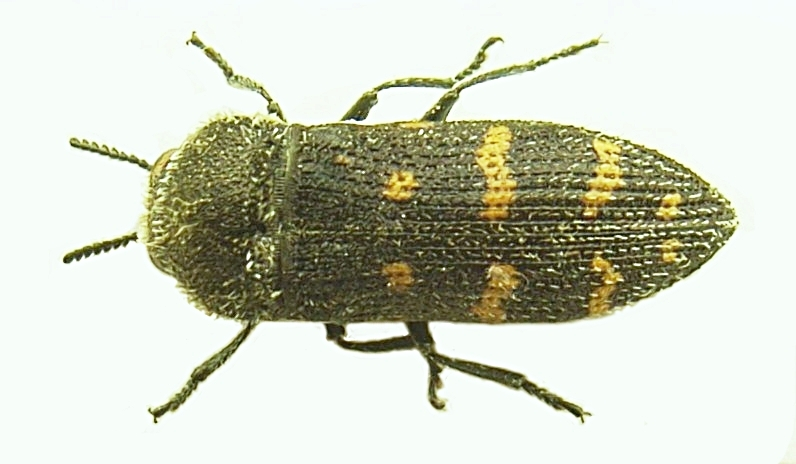
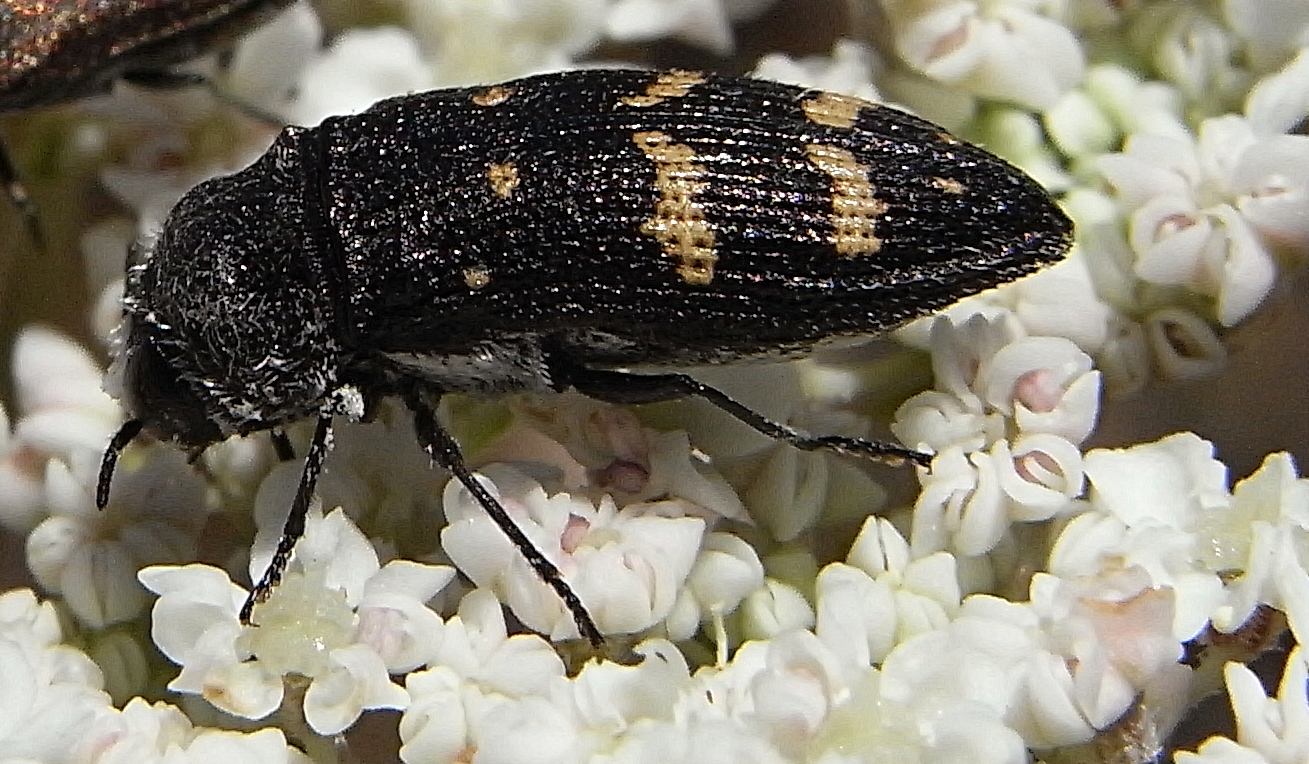
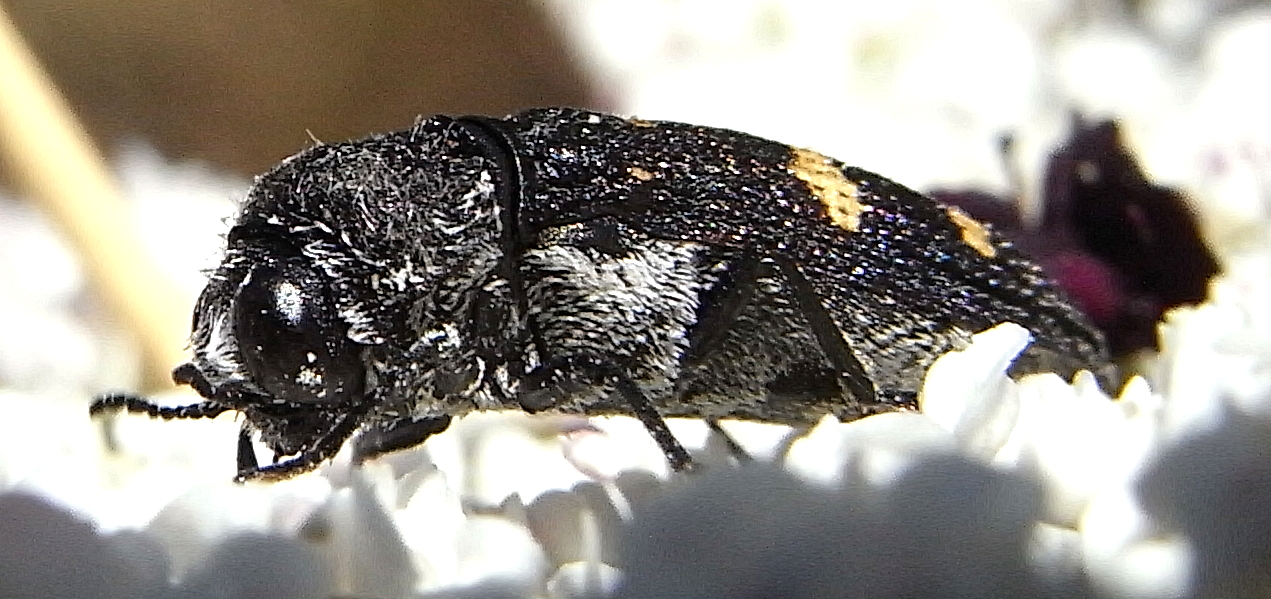
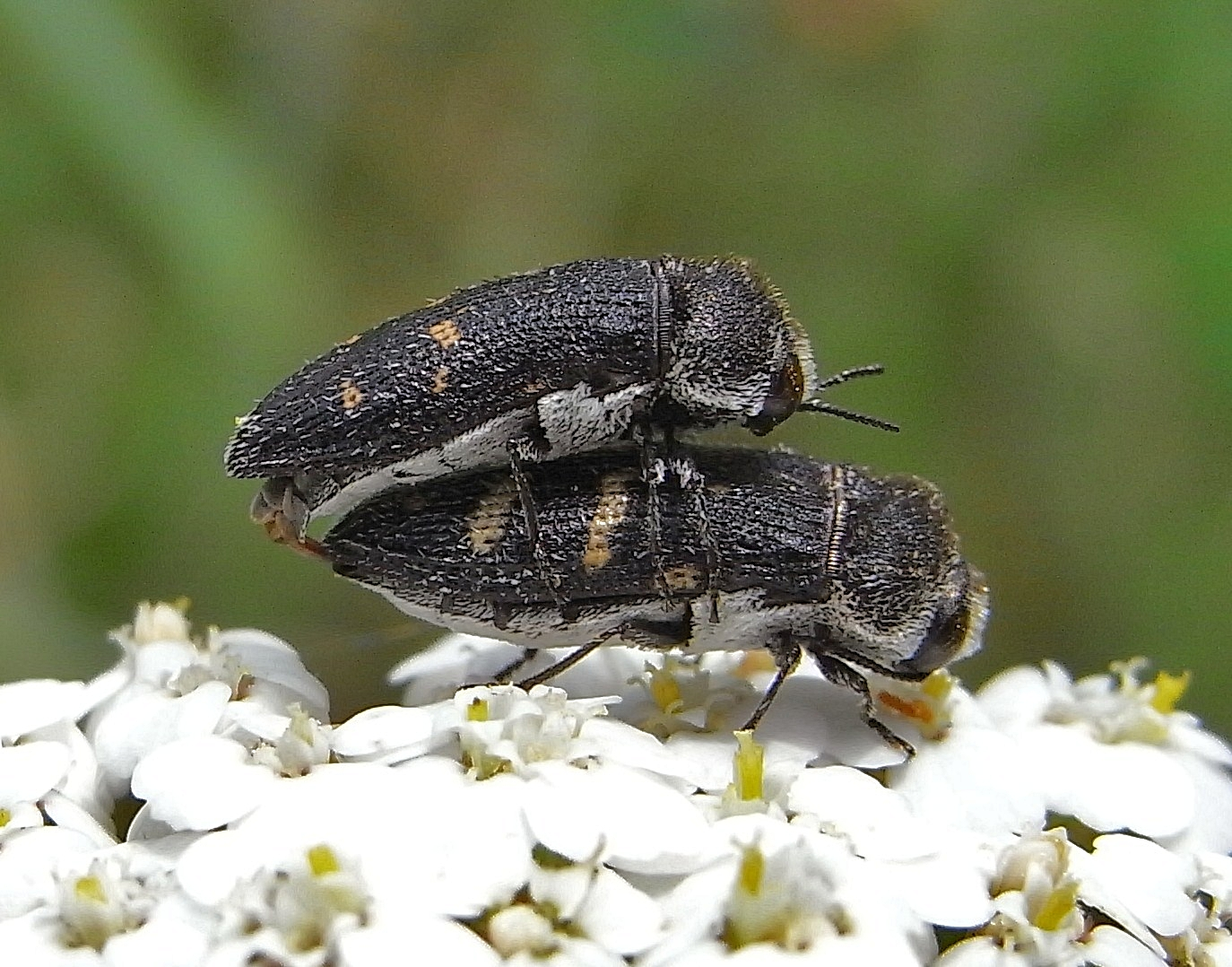